# Mykola Shytyuk
Mykola Shytyuk (Микола Миколайович Шитюк; 30 de noviembre de 1953 – 1 de septiembre de 2018) fue un docente e historiador ucraniano. Desde 2008 fue director del Insituto de Historia y Derecho en la Universidad Mykolaiv.
Shytnyuk nació el 30 de noviembre de 1953 en el pueblo de Lysa Hora, Lysa Hora Raion (hoy Pervomaisk Raion) enm el seno de una familia de un ingeniero y una profesora de geografía. Después de graduarse en la escuela rural de Lysa Hora, Shytyuk se matriculó en la uchilishche pedagógica (universidad secundaria) en Novyi Buh, donde se graduó en 1972 con un diploma de maestro de los primeros grados. Después de eso, durante la mayor parte de la década de los 70, trabajó en varias escuelas de Mykolaiv Oblast con un pequeño descanso cuando cumplió su obligación militar en Distrito militar de Bielorrusia.
Después de licenciarse en 1975, Shytyuk también se matriculó en la facultad de historia de la Universidad de Kiev.
El 1 de septiembre de 2018 el investigador de Holodomor fue encontrador muerto en su apartamento de Mykolaiv con un cuhcillo clavado en su espalda.